# Menophra serraria
Menophra serraria là một loài bướm đêm trong họ Geometridae.